# Betzenmühle (Frankenhardt)
Die Betzenmühle ist ein Einzelgehöft im Ortsteil Gründelhardt der Gemeinde Frankenhardt im Landkreis Schwäbisch Hall im Nordosten Baden-Württembergs.

## Geographische Lage
Die Betzenmühle liegt etwa anderthalb Kilometer nordnordöstlich der Ortsmitte von Gründelhardt auf etwa 425 m ü. NHN in der Talbucht des Betzenbachs, der weniger als einen Kilometer weiter abwärts im Osten in die in weiter Aue fließende Speltach mündet. Ort und weitere Umgebung liegen naturräumlich gesehen im Unterraum Burgberg-Vorhöhen und Speltachbucht der Schwäbisch-Fränkischen Waldberge. Das Anwesen steht überwiegend oder ganz auf den quartären Auensedimenten des Betzenbachs, während an den Talböschungen und auf den kleinen Hochebenen darüber beiderseits Gipskeuper (Grabfeld-Formation) ansteht. Nächster Ort ist der Weiler Banzenweiler drei Viertelskilometer talaufwärts.

## Beschreibung
Vom Betzenbach geht gleich nach der Ortsgrenze von Banzenweiler linksseits der Mühlbach mit Namen Rauhenbach ab, der unmittelbar vor dem Anwesen zu einem länglichen, etwa 0,4 ha großen Mühlsee angestaut ist und wenig nach der Mühle zurückmündet.
Das Gehöft hat nur eine Hausnummer, ein kleines sowie drei große Nebengebäude und wird landwirtschaftlich genutzt. Auf dem Anwesen steht ein Bergahornbaum unter Naturdenkmalschutz. An den Talböschungen um den Ort gibt es große Magerrasenflächen, etwas weiter abwärts an der Stirnseite der beiden Talsporne zur Speltachmulde hin sind solche, intensiv mit Schafen beweidete Flächen mit einer Gruppe von Hutebäumen darauf als Naturdenkmale geschützt.

## Geschichte
Die früher als Bezenmühle und in der Literatur auch einmal als Banzenweiler Mühle bezeichnete Betzenmühle ist nach einem früheren Besitzer benannt. Sie existierte vermutlich zumindest schon im 16. Jahrhundert, als sie den Vellbergern gehörte, und kam kurz vor der Wende zum 17. Jahrhundert an Brandenburg. Kirchlich gehörte sie zu Gründelhardt. 1884 werden ein Haus und zwölf Einwohner genannt.

## Verkehr
Eine Gemeindeverbindungsstraße führt von der K 2639 Gründelhardt–Oberspeltach in Banzenweiler das Tal herab zur Betzenmühle und weiter zur L 1066 Gründelhardt–Crailsheim.